# Martín Pescador
СИТЕФА MP1000 «Марти́н Пескадо́р» — аргентинская тактическая ракета класса «воздух-поверхность». Разработана аргентинской фирмой CITEFA (исп. Instituto de Investigaciones Científicas y Técnicas de las Fuerzas Armadas).
Ракета начала разрабатываться в начале 1970-х годов для использования с вертолётов и лёгких штурмовиков. Поступила на вооружение в начале 1980-х годов.

## История разработки и службы
Первоначально ракеты «Мартин Пескадор» планировали использовать со штурмовиков «Супер Этандар» французского производства.
Ракета использует радиокомандную систему наведения. Передающую часть радиокомандной системы управления ракетой скомпоновали в контейнер, который можно было подвесить под крыло, при этом одна ракета «цеплялась» под противоположную консоль. Основной носитель ракеты — штурмовики FMA IA 58 Pucará, IA 63 Pampa и Douglas A-4 Skyhawk. На ракете установлен одноступенчатый твердотопливный ракетный двигатель.

## Тактико-технические характеристики
| ТТХ                        | Martín Pescador      |                   |
| -------------------------- | -------------------- | ----------------- |
| Год принятия на вооружение | 1983                 |                   |
| Носитель                   | самолёт, вертолёт    | самолёт, вертолёт |
| Длина, м                   | 2,95                 |                   |
| Размах крыла, м            | 0,73                 |                   |
| Диаметр, м                 | 0,22                 |                   |
| Масса, кг                  | 140                  |                   |
| Скорость полёта, число М   | 2,3                  |                   |
| дальность пуска, км        | 2,5-9                |                   |
| Двигатель                  | одноступенчатый РДТТ |                   |
| Боевая часть: * масса БЧ   | фугасная 40 кг       |                   |
| Система управления         | командная по радио   |                   |

## Оценка
Трёхметровый снаряд имел архаичное ручное наведение на цель, маленькую дальность пуска и слабую боевую часть. Испытания и доводка ракеты шли со скрипом, и дело окончилось выпуском предсерийной партии в 50 штук.